# RNA-Helikase EIF4A
eIF4A (eukaryotischer Initiationsfaktor 4A) bezeichnet eine Gruppe von Proteinen, die bei der Translation von mRNA in Proteine beteiligt sind. Sie gehören zu den Initiationsfaktoren. Über die vorhandene Menge des eIF4A wird die Translation und damit die Synthese von Proteinen in der Zelle gesteuert.
Die eIF4A wirken als Helikase zur Entwindung der zu übersetzenden mRNA und als ATPase. Die Energie, die für diesen Vorgang benötigt wird, wird aus der Hydrolyse von ATP gewonnen. Durch die Entwindung wird den Ribosomen erst die Anlagerung an die mRNA ermöglicht.
Die Translation ist allerdings nicht immer gleich stark von der Aktivität von eIF4A abhängig, da eIF4A zur Formation des Initiationskomplexes die für eukaryotische mRNA typische 5'-Cap-Struktur benötigt. Wird ein CAP-unabhängiger Initiationsmechanismus von einer mRNA verwendet (z. B. durch eine Interne Ribosomale Eintrittsstelle, IRES), so ist die eIF4A-Bindung an die IRES nicht mehr der entscheidende Schritt zur Bindung an die Ribosomen und damit die Translation nicht mehr über den Initiationskomplex reguliert. Diese CAP-unabhängige Translation wird von wenigen zellulären Genen (z. B. dem Onkogen c-myc oder der Ornithindecarboxylase) und einigen Viren (z. B. Hepatitis-C-Virus oder Picornaviren wie dem Poliovirus) verwendet. Darüber hinaus sind virale Proteine des Poliovirus in der Lage, den eIF4G zu spalten und dadurch die Translation der zellulären mRNAs zu unterbinden.
Ein Hemmstoff für die Aktivität von eIF4A ist das Korallen-Steroid Hippuristanol. Weiterhin wird eIF4a durch den Naturstoff Silvestrol gehemmt.